# Ryan's Hope
Ryan’s Hope est un feuilleton télévisé américain en 3 515 épisodes de 25 minutes créée par Claire Labine et Paul Avila Mayer, diffusé entre le 7 juillet 1975 et le 13 janvier 1989 sur le réseau ABC.
Il mettait en scène la vie et les tribulations d'une famille américaine d'origine irlandaise vivant à New York, et a reçu de nombreuses récompenses, notamment aux célèbres Daytime Emmy Awards.

## Synopsis
Johnny Ryan, le patriarche de la famille, tient un bar (Le Ryan's) situé à deux pas du Riverside Hospital, à New York. Sa femme, Maeve, et ses enfants lui apportent leur aide, pour quelques-unes des taches quotidiennes.

## Distribution
- Helen Gallagher : Maeve Ryan
- Bernard Barrow : Johnny Ryan
- Michael Levin : Jack Fenelli
- Ron Hale : Roger Coleridge
- Nancy Addison Altman : Jillian Coleridge
- John Gabriel (en) : Dr. Seneca Beaulac
- Louise Shaffer : Rae Woodard

## Anecdote
L'acteur Morgan Freeman a joué dans Ryan's Hope le temps de quelques épisodes.